# XIIIe législature du royaume d'Italie

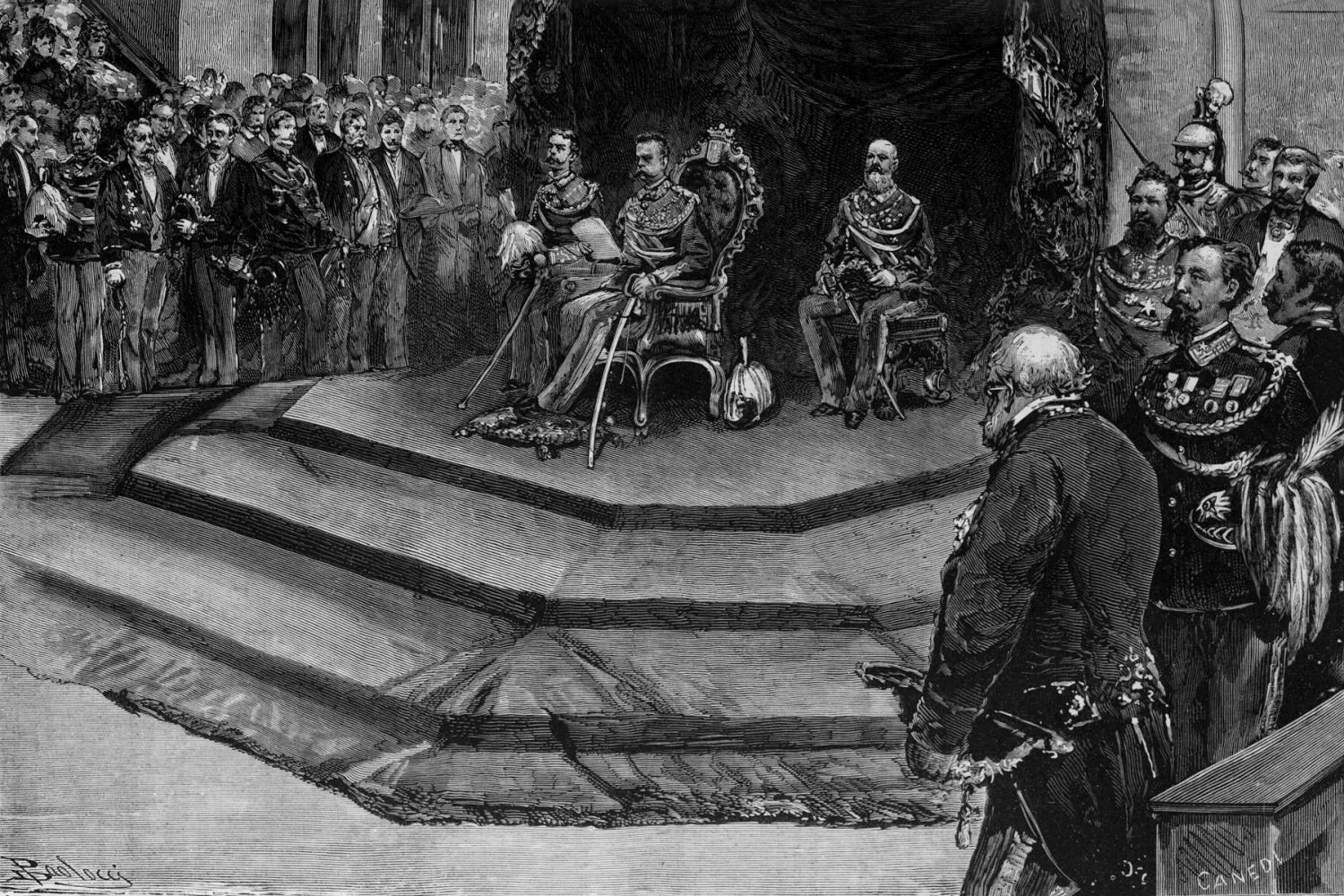
Inauguration solennelle de la XIII législature

La XIIIe législature du royaume d'Italie (en italien : La XIII Legislatura del Regno d'Italia) est la législature du royaume d'Italie qui a été ouverte le 20 novembre 1876 et qui s'est fermée le 2 mai 1880. 

## Gouvernements
- Gouvernement Depretis I
  - Du 25 mars 1876 au 25 décembre 1877
  - Président du conseil des ministres : Agostino Depretis (Gauche historique)
- Gouvernement Depretis II
  - Du 26 décembre 1877 au 24 mars 1878
  - Président du conseil des ministres : Agostino Depretis (Gauche historique)
- Gouvernement Cairoli I
  - Du 24 mars 1878 au 19 décembre 1878
  - Président du conseil des ministres : Benedetto Cairoli (Gauche historique)
- Gouvernement Depretis III
  - Du 19 décembre 1878 au 14 juillet 1879
  - Président du conseil des ministres : Agostino Depretis (Gauche historique)
- Gouvernement Cairoli II
  - Du 14 juillet 1879 au 25 novembre 1879
  - Président du conseil des ministres : Benedetto Cairoli (Gauche historique)
- Gouvernement Cairoli III
  - Du 25 novembre 1879 au 29 mai 1881
  - Président du conseil des ministres : Benedetto Cairoli (Gauche historique)

## Président de la chambre des députés
- Francesco Crispi
  - Du 26 novembre 1876 au 26 décembre 1877
- Benedetto Cairoli
  - Du 7 mars 1878 au 24 mars 1878
- Domenico Farini
  - Du 27 mars 1878 au 19 mars 1880
- Michele Coppino
  - Du 13 avril 1880 au 2 mai 1880

## Président du sénat
- Sebastiano Tecchio
  - Du 20 novembre 1876 au 2 mai 1880